# Planar

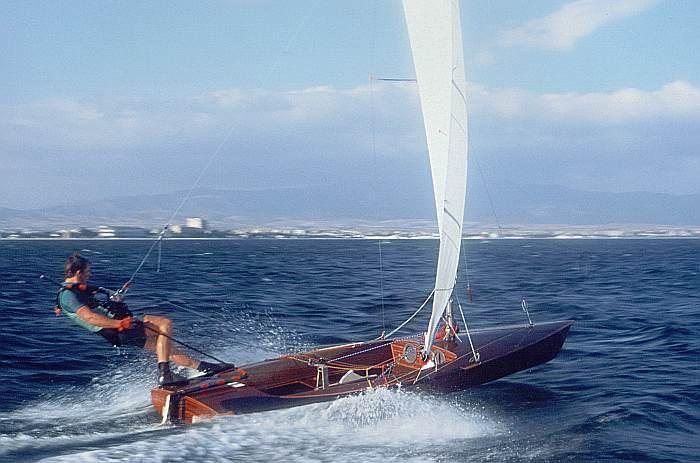
Un Contender de vela lleugera planant a gran abast. cal tenir en compte la forma típica d'aixecar la proa mentre la popa toca l'aigua.

El planeig o acció de planar, dins l'entorn nàutic, és el mode de funcionament d'una embarcació sobre l'aigua en el que el seu pes està suportat principalment per la sustentació hidrodinàmica, en lloc d'estar suportat per la sustentació hidroestàtica (flotabilitat).
Moltes formes de transport marítim fan ús del planeig, incloent ferris ràpids, embarcacions de carreres, hidroavions i embarcacions voladores La majoria de taules de surf són taules de planeig o semi-planeig. Més enllà del planeig, els dissenys de vaixells ràpids han vist una transició cap als dissenys d'hidroala.

## Història
El primer veler de planeig documentat va ser un construït el 1898 per Commodore  Ralph Munroe. Era capaç de velocitats superiors al doble de la velocitat del buc.
el planeig en vela lleugera va ser popularitzat per primera vegada per Uffa Fox a Gran Bretanya. El 1928 Fox va introduir el planeig al món de les regates amb el seu " International", "Avenger". Aquell any va guanyar 52 primers llocs, 2 segons i 3 tercers llocs en57 regates.
Aquests resultats van ser anotats per altres dissenyadors que els van desenvolupar encara més. Al llarg dels anys, molts vaixells lleugers han adquirit la capacitat de planar. Els avenços en materials han permès embarcacions més lleugeres que planen més ràpidament i amb vent més fluix. Ara hi ha molts bots lleugers d'alt rendiment (de vegades anomenats skiff) que poden planar cap al vent.

## Com funciona el planeig

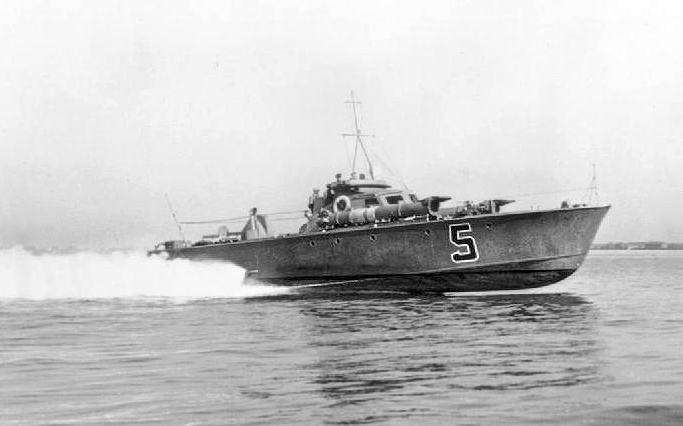
Un MTB de la Royal Navy planejant a velocitat sobre aigües tranquil·les, durant la WWII mostrant gran part del seu buc, la part anterior del vaixell és fora de l'aigua

En repòs, el pes d'un vaixell és suportat íntegrament per la força de flotació. A velocitats baixes, cada buc actua com un buc de desplaçament: la força de flotació és la principal responsable del suport de l'embarcació. A mesura que augmenta la velocitat, augmenta la sustentació hidrodinàmica i la força flotant disminueix a mesura que el buc s'eleva fora de l'aigua, disminuint el volum desplaçat. A certa velocitat, la sustentació hidrodinàmica es converteix en la força ascendent predominant sobre el buc i el vaixell planeja.
Un model senzill d'aquest efecte és una llosa sòlida de material que és més pesada que l'aigua (com una placa d'acer) però que té forma i està orientada per tenir un angle d'atac positiu. En repòs, la llosa s'enfonsarà perquè és més pesada que l'aigua; les forces flotants es veuen desbordades per la força de la gravetat. No obstant això, si la llosa es manté en la mateixa orientació i s'estira horitzontalment a través de l'aigua, forçarà l'aigua entrant cap avall. Això dona lloc a una força de reacció cap amunt sobre la llosa. A una velocitat prou elevada, aquesta força reaccionària (més qualsevol força flotant petita) és més gran que la força de gravetat i la llosa es mantindrà a la superfície. D'aquesta manera, la força horitzontal (que pot ser subministrada per un motor o una vela) es converteix en una força vertical cap amunt. El concepte de planar sovint s'interpreta com anàleg amb la sustentació aerodinàmica (vegeu  elevador sobre un perfil aerodinàmic). En realitat, les forces actuants són diferents.
Tot i que qualsevol buc planarà si es proporciona prou potència i s'aconsegueix prou velocitat, un buc dissenyat per funcionar al regne de planejament es distingeix de vegades per un recorregut pla a la popa. Dit d'una altra manera, en vista lateral, la part inferior és més o menys una línia recta cap a la popa. (Les excepcions a això inclouen tauler de surf s i altres bucos de planejament recreatius, que utilitzen balancins per a una major maniobrabilitat quan es realitzen girs.) En canvi, en un buc de desplaçament o sense planar, la part inferior es corba en vista lateral (la curvatura s'anomena "basculant") des de la proa fins a la popa, per tal de minimitzar l'arrossegament de les ones. A la vista frontal, les seccions de la zona de popa poden ser rectes, com en un hidroavió de carreres, per maximitzar les forces de planejament i la velocitat, però per raons pràctiques d'estabilitat i comoditat.

## Tècniques

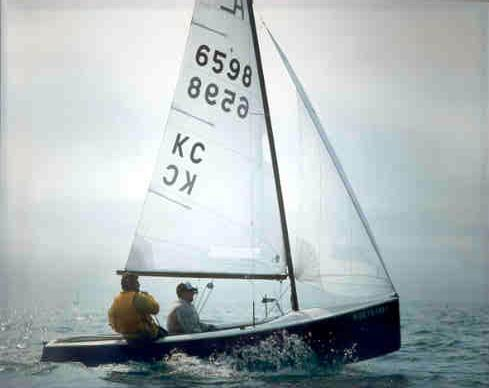
Albacore dinghy en ple planeig.

El planeig es pot aconseguir a la majoria de velers. En condicions lleugeres a moderades, el planeig s'inicia millor mitjançant una combinació del següent.
- Maximitzar la potència: navegar al través per començar.
- Minimitzar l'arrossegament induït per la superfície: aixequeu l'orsa aproximadament a la meitat del recorregut
- Mantenir l'alimentació: quan xoca una ratxa, allunyeu-vos lleugerament i aixequeu l'orsa una mica més
- Quan comença a passar una ràfega, gireu lleugerament cap al vent per mantenir el vent aparent de front
- Mantenir la forma plana de seccions submergides del buc: manteniu el nivell del buc de costat a costat,  trapezi si cal
- Moure el pes cap a popa per tal d'aixecar la proa
- Mantenir la potència si cal: bombejar una mica les veles (tot i que hi ha algunes restriccions per fer-ho en una cursa)
- Cercar la forma i la velocitat òptimes del buc submergit: si hi ha ones, navegueu cap avall per iniciar el planeig.